# Kanne
Kanne är en ort i Belgien.   Den ligger i provinsen Limburg och regionen Flandern, i den östra delen av landet, 90 km öster om huvudstaden Bryssel. Kanne ligger 62 meter över havet och antalet invånare är 1 156.
Terrängen runt Kanne är platt. Runt Kanne är det ganska tätbefolkat, med 172 invånare per kvadratkilometer.. Närmaste större samhälle är Riemst, 4,8 km väster om Kanne. 
Omgivningarna runt Kanne är en mosaik av jordbruksmark och naturlig växtlighet.